# ヤング・アダルト・ニューヨーク
『ヤング・アダルト・ニューヨーク』（原題: While We're Young）は、2014年にアメリカ合衆国で製作されたコメディ映画。ノア・バームバックが監督・脚本・製作を務めた。出演はベン・スティラー、ナオミ・ワッツ、アダム・ドライバー、アマンダ・サイフリッド。

## ストーリー
ニューヨークブルックリン。そこで暮らすドキュメンタリー映画監督のジョシュとその妻コーネリアは、子供を持たず自由な日々を送っていたつもりだったが、どこか日常に物足りなさを感じるようになっていた。親友のフレッチャーとマリーナ夫婦には子供が生まれ、交際に溝ができていた。
そんなある日、ジョシュは自身が講師を務めるアートスクールでジェイミーとダービーの若夫婦と知り合う。ジョシュは自身を尊敬しているというジェイミーと夫婦ぐるみで付き合うようになるが、若い彼らのライフスタイルにいつしか夫婦そろってすっかり影響されてしまい、ジョシュはふとした弾みからジェイミーの映画製作を手伝うことになるのだった。
ジェイミーはたまたま自分のFacebookに登録してきた、高校の同級生であるケントを映画の題材にしようと提案するが、その矢先ケントは自殺未遂を起こしてしまう。その理由を知ろうとジョシュがケントについて調べると、ケントがアフガニスタンからの帰還兵だということが判明する。帰還兵のドキュメンタリーということでジェイミーの映画には多くの出資者が現れ、着々と製作が進んでいく。
その一方で、ジョシュは一向に自身の映画を完成させられずにいた。自身の製作中の映画をコーネリアの父で著名なドキュメンタリー映画監督であるブライトバートに見せても、返ってくるのは辛辣な評価のみだった。落胆するジョシュだったが、ある日ブライトバートとも親しくなったジェイミーの姿を見て、自身が彼に利用されていたことを確信する。ジョシュはこのことをコーネリアに話すが信じてもらえず、二人は激しく言い争う。しかも、コーネリアがとあるパーティの場で過ちからジェイミーとキスをしていたことをジョシュが知ったことで、夫婦関係は破たん寸前に陥ってしまう。そんな中、ジョシュはケントがジェイミーに連絡を取ってきたのは偶然でもなんでもなく、もとから計画されていたことだったと知る。ジェイミーのドキュメンタリーはヤラセで出来ていたのだ。これにジョシュはついに怒りを爆発させるのだった。
ブライトバートの祝賀パーティに招待されたジョシュとジェイミー。そこでジョシュはジェイミーの作品はヤラセであると暴露する。ところがジェイミーはあっさりこれを認め、彼の映画に出資している人物たちも特に問題ないと出資を取り止めたりしなかった。ジョシュの復讐は見事に失敗したのである。
その後、ジョシュはコーネリアと和解。二人は養子をもらうことにし、養子との面会と久しぶりの旅行を兼ねて国外へと向かう。コーネリアが買った雑誌の表紙は、一躍時の人となったジェイミーが飾っていた。

## キャスト
※括弧内は日本語吹替
- ジョシュ - ベン・スティラー（堀内賢雄）
- コーネリア - ナオミ・ワッツ（岡寛恵）
- ジェイミー - アダム・ドライバー（安元洋貴）
- ダービー - アマンダ・サイフリッド（折井あゆみ）
- ブライトバート - チャールズ・グローディン（竹本和正）
- フレッチャー - アダム・ホロヴィッツ（英語版）（ビースティ・ボーイズ）
- マリーナ - マリア・ディッツィア（英語版）
- ケント - ブラディ・コーベット
- ナガト - ジェームズ・サイトウ